# Kwadendamme
Kwadendamme (Zeeuws: Kwedamme) is een dorp in de gemeente Borsele, in de Nederlandse provincie Zeeland. Het dorp had op 1 januari 2023 985 inwoners. Kwadendamme is gelegen in het zuidwestelijk deel van schiereiland Zuid-Beveland, de zogenaamde “Zak van Zuid-Beveland”, alwaar de omgeving voornamelijk bestaat uit kleine dorpjes, polders, dijken, welen en kreekresten.

## Geschiedenis

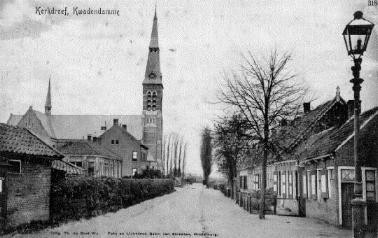
Kwadendamme in 1911

De naam Kwadendamme refereert aan een kwade dam of dijk die de in de 14e eeuw eeuw drooggelegde Oud-Vreelandpolder moest beschermen tegen de stroomgeulen van de Zwake. Na de doorbraak van de eerste dijk werd zo’n tweehonderd meter oostwaarts een nieuwe dijk aangelegd (de huidige A. de Koningstraat), welke later eveneens is doorgebroken. Toen in 1521 het nabijgelegen dorp Oostende in de golven verdween en de bewoners werden gedwongen zich verderop te vestigen, ontstonden er langs de kwade dam tussen de Oud- en de Nieuw-Vreelandpolder en langs de weg door de Slabbecoornpolder twee gehuchten, genoemd naar de dam of weg waarlangs zij lagen: Kwadendamme en Langeweegje. Tussen de beide gehuchten in werd een nieuwe kapel gebouwd, die echter al tijdens de Tachtigjarige oorlog (1568-1648) werd verwoest. Daarna duurde het nog zo'n twee eeuwen eer één der gehuchten kon uitgroeien tot een volwaardig dorp. Dit gebeurde vanaf het jaar 1801, waarin op initiatief van hereboer en loco-burgemeester Adriaan Pover (1752-1821) in de Nieuw-Vreelandpolder te Kwadendamme een nieuwe kerk werd gebouwd. Sinds 1874 heeft het dorp ook een eigen school, thans Mgr. Heyligersschool genaamd; in 1958 werd dorpshuis De Burcht gebouwd.
Kwadendamme maakte tot 1970 deel uit van de voormalige gemeente Hoedekenskerke. Deze gemeente was vernoemd naar het nabijgelegen dorp, waar ook het gemeentehuis gevestigd was.

## Bezienswaardigheden

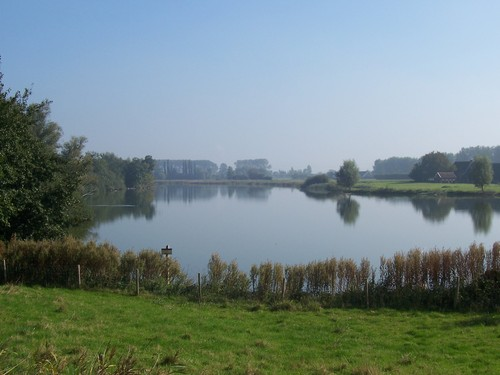
Zwaakse Weel

Kwadendamme is gelegen in een bocagelandschap. Het landschap is kleinschalig en agrarisch van aard en vormt op zichzelf de belangrijkste bezienswaardigheid van Kwadendamme. Met name de vele door Natuurmonumenten beschermde bloemdijken, natuurgebied de Zwaakse Weel, en de vele grenslinden maken het landschap zeer aantrekkelijk. Ook erg bijzonder zijn de historische boerderijen in de omgeving van Kwadendamme, zoals Kwistenburg en de meekraprood geschilderde Roode Hoeve (beide aan de voormalige zeearm De Zwake), de Kaneelpolderhoeve die ooit als schuilkerk diende en enkele andere 17e-eeuwse hoeves. Andere bezienswaardigheden zijn het station van de Stoomtrein Goes - Borsele, de Heilige Bonifaciuskerk met de naastgelegen pastorie, het voormalige Ursulinenklooster en het kastanjehouten beeld van sint Bonifacius naast de pastorie.
Sinds 1992 wordt ieder jaar in het tweede weekend van mei het Kwadendamme Bluesfestival georganiseerd, waar vele binnen- en buitenlandse bluesartiesten optreden. Tevens is Kwadendamme een van de weinige Zeeuwse dorpen boven de Westerschelde waar men elk jaar carnaval viert met een grote optocht. En op oneven jaren wordt er op de eerste zondag na Sacramentsdag een sacramentsprocessie gehouden.

## Godsdienst

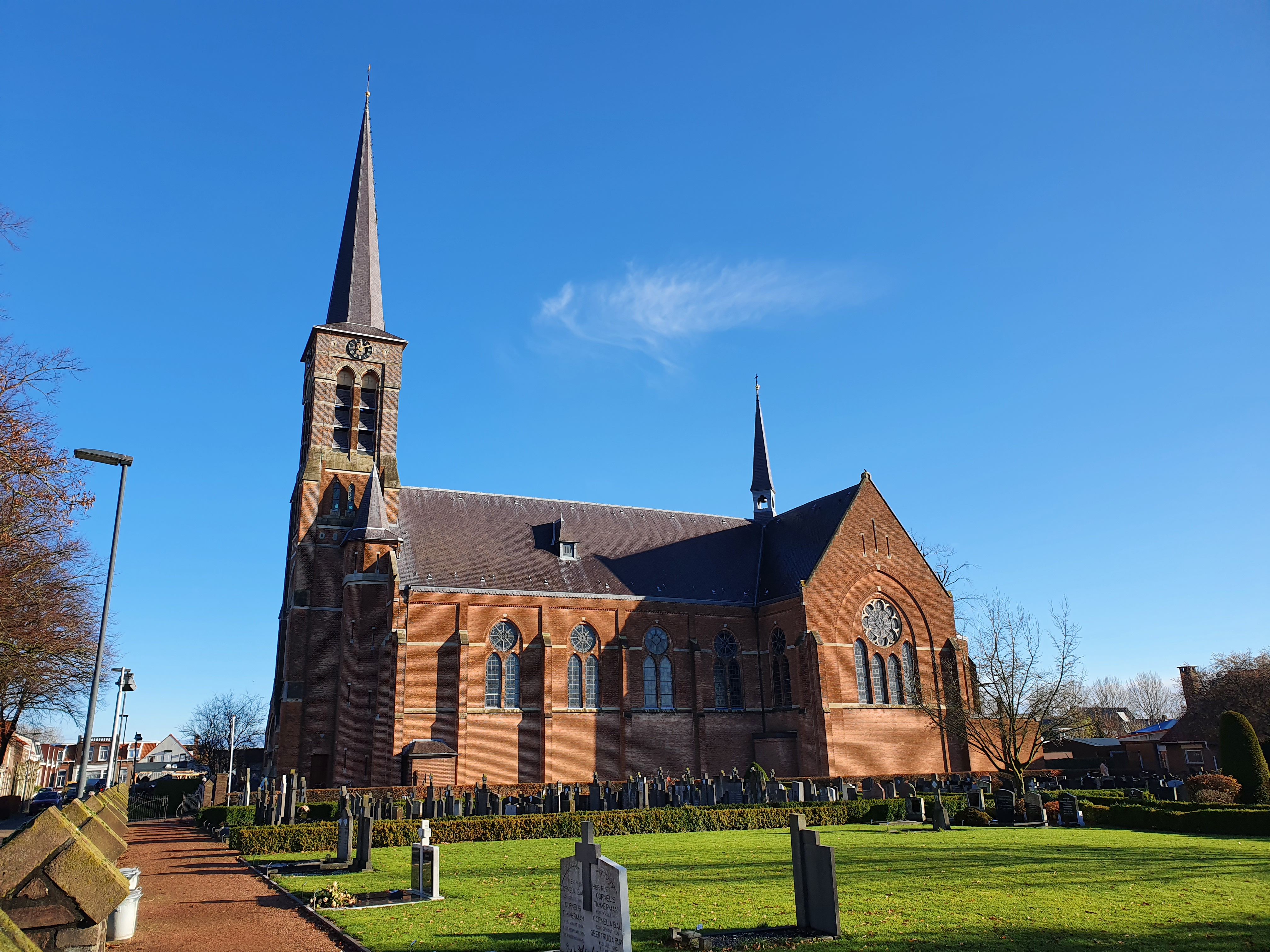
De huidige Bonifaciuskerk in 2021

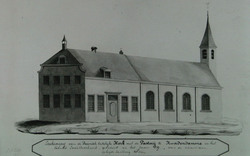
De eerste kerk van Kwadendamme

Kwadendamme geldt van oudsher als een katholiek bolwerk in een voornamelijk protestantse omgeving. In het jaar 1572 werd de kapel in de Oud-Vreelandpolder vernield door langstrekkende Geuzenlegers. Toen de Geuzen heel Zuid-Beveland in handen hadden, werd er het katholicisme verboden. Als gevolg van dit verbod werden de katholieke erediensten in de 17e en 18e eeuw in het geheim in verschillende boerderijen rondom het dorp gehouden. Deze situatie duurde voort tot de Franse tijd, die Nederland onder andere vrijheid van godsdienst bracht. Daardoor kon te Kwadendamme in 1801 de eerste rooms-katholieke kerk worden gebouwd. Deze kerk werd gebouwd in de bescheiden schuurstijl. Omstreeks 1820 werd aan de kerk een klokkentoren toegevoegd. De klok uit deze toren, genaamd Joris, was gegoten in 1527 en is in 1943 door de Duitse bezetter meegenomen en omgesmolten. De aanwezigheid van een katholieke kerk stimuleerde de komst van katholieke gezinnen naar het dorp, met als gevolg dat Kwadendamme flink groeide. Zodoende kon men in 1873 starten met de bouw van een parochieschool. Enkele jaren later, in 1897, werd aan de toenmalige Kerkdreef een pastorie gebouwd. Doordat de katholieke bevolking snel groeide, moest na ongeveer een eeuw een nieuwe en grotere kerk gebouwd worden. De oude kerk werd in 1902 afgebroken en vervangen door het huidige neogotische gebouw. Tijdens de carnavalsmis in februari 2022  werd het wapen van Kwadendamme gepresenteerd, een ontwerp van Hans de Vos.

## H. Bonifaciuskerk

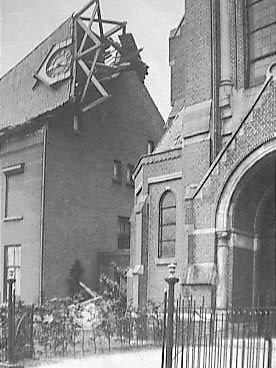
Torenspits gevallen op de pastorie

De H. Bonifaciuskerk werd ontworpen door architect Piet van Genk uit het Brabantse Leur, geplaatst door aannemers L. Peeters uit Kwadendamme en C. Engelbert uit het nabijgelegen 's-Heerenhoek, en onder bescherming gesteld van de heilige Bonifacius. De kerk kwam gereed in 1902. Het gebouw biedt plaats aan ruim vierhonderdvijftig parochianen. De kerk is gebouwd in neogotische stijl en is voorzien van dito gebrandschilderde ramen. Een belangrijk deel van de kerkelijke meubels en kunst werd geleverd door Atelier J.W. Ramakers en Zonen, beeldhouwers te Geleen. Het eikenhouten H. Jozefaltaar werd geleverd in 1906, het H. Maria-altaar in 1905, de eikenhouten communiebank met marmeren blad eveneens in 1905. De eikenhouten preekstoel met een totale hoogte van 7,15 meter werd geleverd in 1906. De Piëta, het H. Antoniusbeeld en het Heilig Hart van Jezus-beeld met baldakijn werden al geleverd door atelier J.W. Ramakers en Zonen in 1902.  Het orgel is gebouwd door Bernard Pels te Alkmaar in 1919. Op 4 december 1919 werd de kerktoren ernstig beschadigd door een windhoos die de spits van de toren blies, en die vervolgens neerstortte op de naastgelegen pastorie. De nieuwe, huidige spits werd geplaatst in 1938. Ook tijdens de Tweede Wereldoorlog raakte de kerk ernstig beschadigd, maar reeds in 1949 was alle schade weer hersteld. Sinds 1974 staat de kerk op de monumentenlijst. In de kerk is tevens de originele grafzerk uit het voormalige kerkje van stichter Adriaan Pover te zien.

## Geboren in Kwadendamme
- Cees Bal (1951), wielrenner en winnaar Ronde van Vlaanderen
- Andries de Koning, verzetsheld

## Zie ook

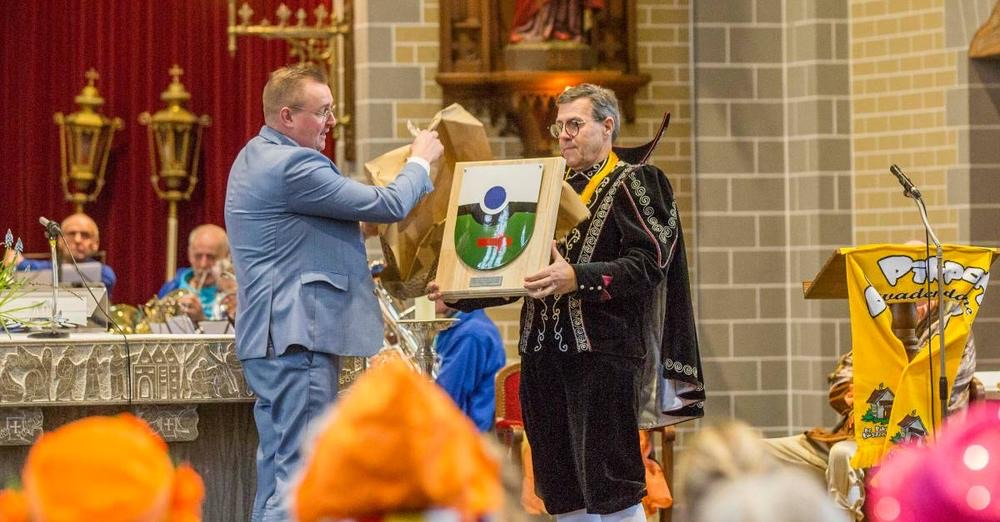

## Ontwikkeling van het inwoneraantal
| Jaar | aantal inwoners |
| ---- | --------------- |
| 1839 | 340             |
| 1873 | 398             |
| 1910 | 530             |
| 1930 | 581             |
| 1960 | 848             |
| 1970 | 843             |
| 2002 | 954             |
| 2003 | 950             |
| 2004 | 946             |
| 2005 | 947             |
| 2006 | 944             |
| 2007 | 936             |
| 2008 | 946             |
| 2011 | 949             |
| 2017 | 944             |
| 2018 | 940             |
| 2019 | 950             |
| 2020 | 920             |
| 2021 | 950             |

## Fotogalerij

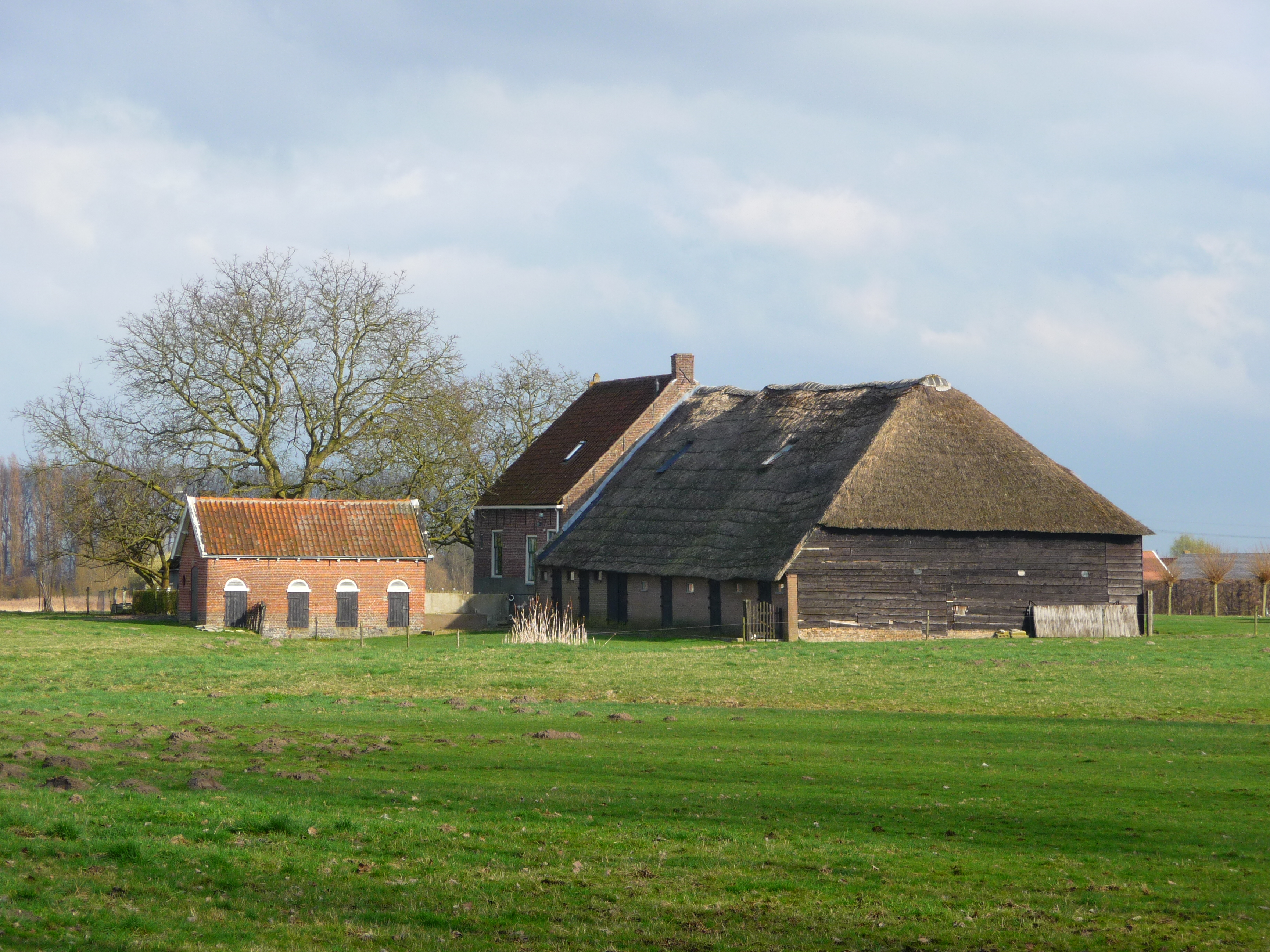
Hoeve Kwistenburg bij de Zwaakse Weel
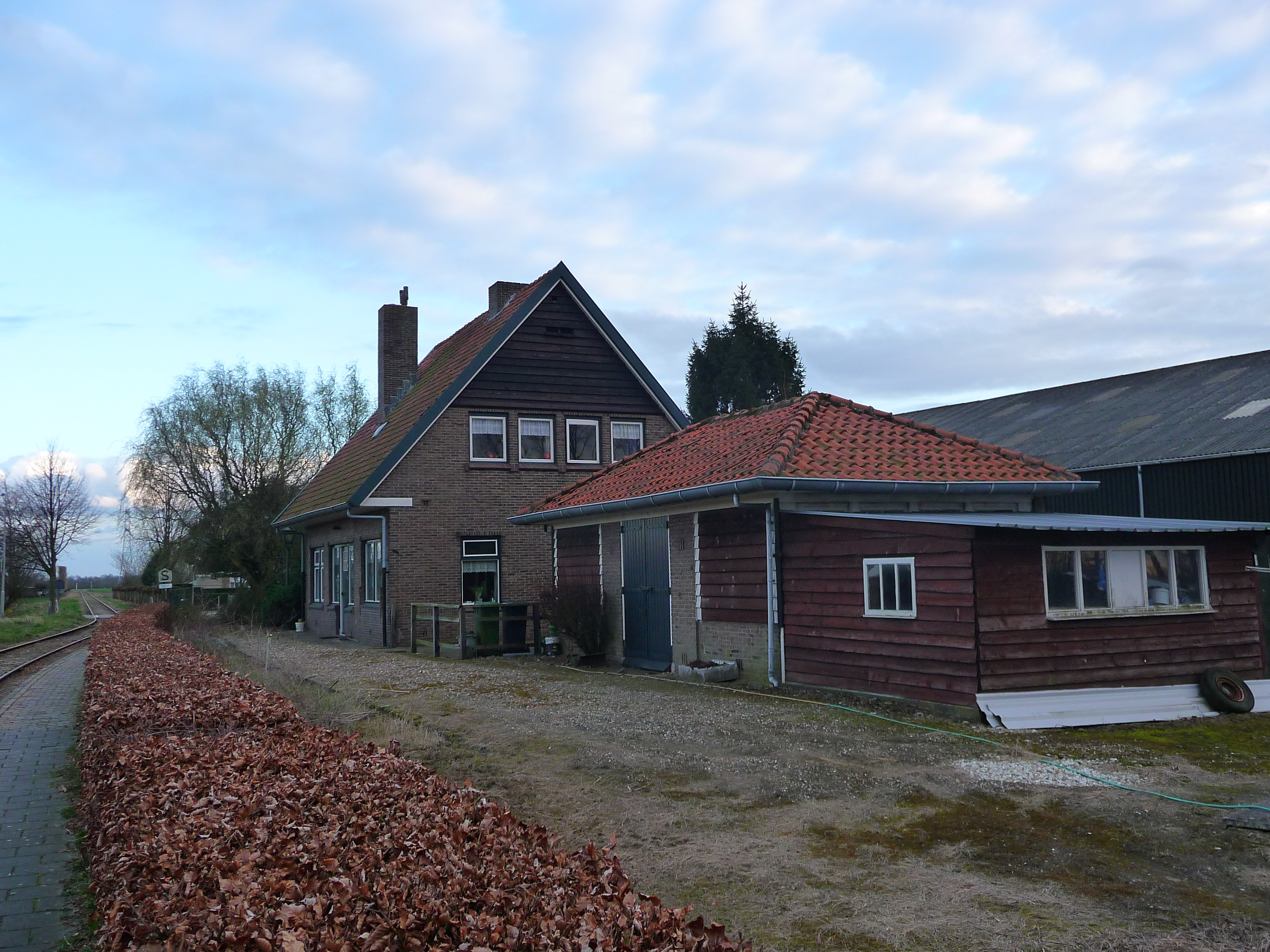
Station Kwadendamme
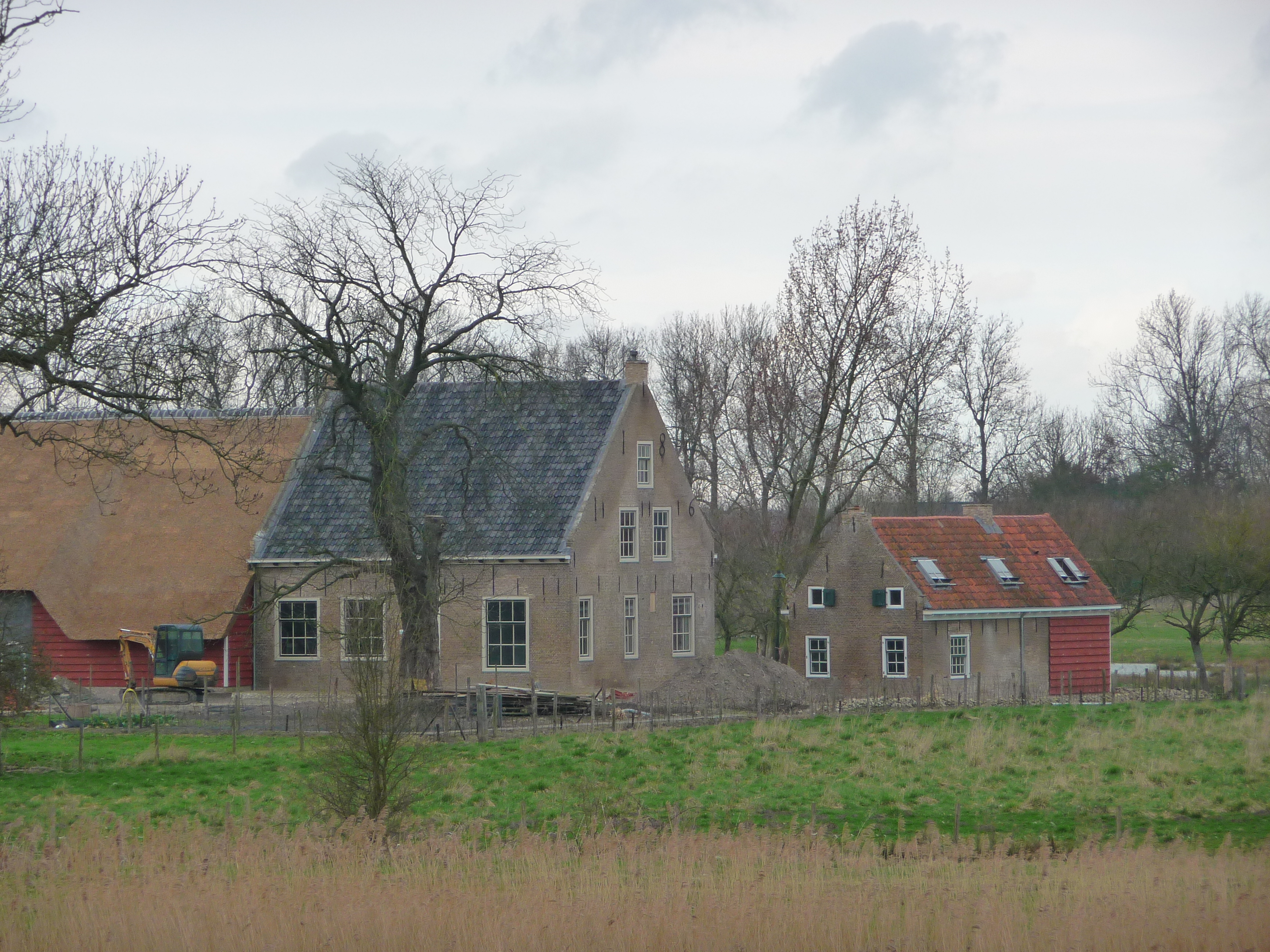
De Roode Hoeve

Dorpen: Baarland · Borssele · Driewegen · Ellewoutsdijk · 's-Gravenpolder · 's-Heer Abtskerke · 's-Heerenhoek · Heinkenszand · Hoedekenskerke · Kwadendamme · Lewedorp · Nieuwdorp · Nisse · Oudelande · Ovezande

Buurtschappen: Baarsdorp · Bakendorp · Coudorpe · Graszode · Knaphof · Koekoek · Langeweegje · Het Oudeland · Rijkebuurt · Scheldeoord · Sinoutskerke · 't Vlaandertje · De Zak 

Zeeland: Steden en dorpen in Zeeland      Nederland: Provincies · Gemeenten